# غازی حنینی
غازی حنینی (عربی: غازي يوسف حنيني؛ زادهٔ ۱۲ ژانویهٔ ۱۹۹۵) بازیکن فوتبال اهل لبنان است.
از باشگاه‌هایی که در آن بازی کرده‌است می‌توان به باشگاه فوتبال الانصار لبنان اشاره کرد.
وی همچنین در تیم‌های ملی فوتبال زیر ۲۳ سال لبنان، و لبنان بازی کرده‌است.